# Euglenamorphidae
Famille
Les Euglenamorphidae sont une famille d'Euglenozoaires de l’ordre des Euglenida (classe des Euglenophyceae).

## Étymologie
Le nom de la famille vient du genre type Euglenamorpha, composé du préfixe Euglena-, « euglène », et de -morpha (du grec μορφή / morfí, « forme »), en référence à la ressemblance de ce flagellé avec une Euglène.

## Description
Wenrich, descripteur du genre type Euglenamorpha, en fait la diagnose suivante : « le nouveau genre, présente des caractères similaires à ceux d'Euglena, à l'exception des trois à six flagelles et du caractère entozoïque (vit à l'intérieur d'un animal).
Les caractères apparentés à Euglena comprennent un corps allongé, la présence de chlorophylle et d'un stigmate rouge, un appareil vacuolaire et pharyngien, un noyau avec un caryosome central entouré de chromatine sous forme de granules ou de filaments, un périplaste strié en spirale et une activité métabolique. Les caractères distinctifs du nouveau genre sont (1) la présence de trois à six flagelles et (2) le caractère entozoïque ».
L’espèce type Euglenamorpha hegneri, nouvelle espèce, présente deux variétés remarquablement différentes, bien que se croisant, il semble souhaitable d'établir la variété verte à trois flagelles, découverte par Hegner, comme variété type et de considérer l'autre comme une variation.
La forme type est une Euglenamorpha a un corps cellulaire, lorsqu'il est allongé, généralement cylindrique mais peut avoir une forme de cigare, se rétrécissant davantage à l'extrémité postérieure qu'antérieure. Sa longueur est de 30 à 55 µm (moyenne de 45 µm) ; sa largeur de 4 à 8 µm, (moyenne de 5,5 µm. Il possède des chloroplastes verts, des granules de paramylon et des stigmates rouge. Les trois flagelles de même longueur mesurent entre la moitié et les deux tiers de la longueur du corps et présentent chacun un renflement fusiforme à leur racine, dans le réservoir adjacent au stigmate. Le noyau, généralement compact, masque le caryosome, généralement placé latéralement près du milieu du corps. On y observe des stries superficielles fines, nombreuses et généralement disposées en spirale passant de la gauche vers la droite.

## Habitat
Euglenamorpha hegneri vit en eau douce, dans le rectum des têtards.

## Liste des genres
Selon IRMNG (26 mai 2025) :
- Euglenamorpha Wenrich, 1924 : genre type
  - espèce type Euglenamorpha hegneri Wenrich, 1924
- Hegneria E.J.A. Brumpt & G. Lavier, 1924

## Systématique
Le nom valide de ce taxon est Euglenamorphidae Hollande, 1952.
Ce taxon a été initialement créé au rang de sous-famille puis élevé en 2016 par Thomas Cavalier-Smith au rang de famille.
Pour l’IRMNG ce taxon est non-acceptable car basé sur l'orthographe zoologique au lieu de botanique. Dès lors ils lui préfèrent la famille des Euglenamorphaceae Cavalier-Smith, 2016.

## Publications originales
- Famille des Euglenamorphidae  :
  - André Hollande, « Classe des Eugleniens (Euglenoidína Bütschli, 1884) », Traité de zoologie, vol. 1,‎ 1952, p. 238-284.
- Genre Euglenamorpha :
  - (en) D.H. Wenrich, « Studies on Euglenamorpha hegneri n. g., n. sp., a euglenoid flagellate found in tadpoles », The Biological bulletin, vol. 47,‎ 1924, p. 149-167 (ISSN 0006-3185, e-ISSN 1939-8697, lire en ligne, consulté le 2 juin 2025).
- Genre Hegneria :
  - É. Brumpt et G. Lavier, « Un nouvel Euglénien polyflagellé parasite du têtard de Laptodactylus ocellatus au Brésil », Annales de Parasitologie Humaine et Comparée, vol. 2, no 3,‎ 1924, p. 248-252 (lire en ligne).